# Can't Stop (álbum)
Can't Stop é um álbum de compilação da cantora norte-americana Ashanti, lançado no ano de 2004, pela gravadora Simply Music.
| Críticas profissionais                                                      | Críticas profissionais |
| Avaliações da crítica                                                       | Avaliações da crítica  |
| Fonte                                                                       | Avaliação              |
| --------------------------------------------------------------------------- | ---------------------- |
| Allmusic                                                                    | [ 4 ]                  |
| Esta tabela precisa de ser acompanhada por texto em prosa. Consulte o guia. |                        |

## Faixas
| Edição padrão |                                     |         |  |
| N.º           | Título                              | Duração |  |
| 1.            | "Can't Stop"                        | 4:01    |  |
| 2.            | "Come 2 Me"                         | 3:52    |  |
| 3.            | "More Than a Melody"                | 4:49    |  |
| 4.            | "You Don't Have 2 Love Me"          | 4:50    |  |
| 5.            | "Believe"                           | 4:17    |  |
| 6.            | "Don't Ever Let Me Go"              | 3:47    |  |
| 7.            | "It's About Time"                   | 3:52    |  |
| 8.            | "Baby Baby"                         | 4:00    |  |
| 9.            | "You Always Seem to Make Me Feel"   | 3:41    |  |
| 10.           | "By My Side"                        | 3:26    |  |
| 11.           | "Baby Baby" (Red Rhythm Radio Edit) | 3:53    |  |

| Limited Edition-Remix |                                          |         |  |
| N.º                   | Título                                   | Duração |  |
| 1.                    | "Can't Stop" (Lil Tommy's Radio Mix)     | 2:55    |  |
| 2.                    | "Can't Stop" (LT's Red Boy X-Tended Mix) | 3:56    |  |
| 3.                    | "Can't Stop" (Esteban Raggatone Remix)   | 4:10    |  |
| 4.                    | "Can't Stop" (Original Mix)              | 4:00    |  |

## Desempenho
| Tabela musical (2005)      | Melhor posição |
| -------------------------- | -------------- |
| Japão - Japan Albums Chart | 259            |